# 想い (鶴久政治の曲)
『想い』（おもい）は、鶴久政治12枚目のシングル。
2003年12月24日、マキシマム・エンターテイメントよりリリース。

## 解説
ポニーキャニオンとの契約終了後、当時の所属事務所のマキシマム・エンターテイメントより、インディーズ・レーベルでリリース。チェッカーズ楽曲のセルフカバーを収録。

## 収録曲
1. 想い
（作詞・作曲：鶴久政治）
2. Cherie
（作詞：藤井郁弥　作曲：鶴久政治）
3. 夕暮れ時は一人でいたい
（作詞：秋元康　作曲：鶴久政治）